# Amakusanthura olearia
Amakusanthura olearia är en kräftdjursart som först beskrevs av Gary C.B. Poore och Lew Ton 1985.  Amakusanthura olearia ingår i släktet Amakusanthura och familjen Anthuridae. Inga underarter finns listade i Catalogue of Life.